# Centaurea nigerica
Centaurea nigerica — вид квіткових рослин айстрових (Asteraceae). Ареал: Камерун, Гвінея, Нігерія.